# Isocuanta

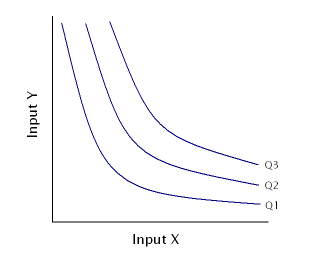
Mapa de isocuantas, donde se representan tres curvas isocuantas, cada una de las cuales informa de un volumen de producción, Q1, Q2 y Q3, cada uno más elevado que el anterior. X e Y representan dos factores productivos cualesquiera, usualmente capital y trabajo.

En microeconomía neoclásica, una isocuanta (del griego ἴσος isos 'igual' y del latín quanta 'tan grande como') representa diferentes combinaciones de factores que proporcionan una misma cantidad de producto. Para alcanzar un determinado nivel de producto se puede realizar como resultado de diferentes combinaciones de los factores productivos, dependiendo del método que se utilice.
El análisis con isocuantas es muy habitual en microeconomía y organización industrial, a través del análisis de las combinaciones posibles de los distintos dos factores de producción que permiten obtener la misma cantidad de producto. Los dos factores en los que más se suele centrar este análisis son capital (representando la inversión en maquinaria) y trabajo (representado en personal y horas de trabajo necesario).
Por ejemplo, imaginemos una explotación agraria para la que se pueden utilizar distintas combinaciones de maquinaria y personal donde a mayor inversión en maquinaria las necesidades de personal serán menores. Si la cantidad de cosecha esperada es Q1, Q2 o Q3, esta podrá recogerse con distintas combinaciones de ambos factores. La utilización de más maquinaria o personal deberá tener en cuenta distintos criterios ya que el coste marginal será distinto según la combinación que elija la explotación.

## Introducción
Con algunas simplificaciones razonables se pueden aproximar las isocuantas por curvas continuas, la existencia de las curvas isocuantas depende de ciertas hipótesis (por ejemplo, producir una cierta cantidad de pan requiere una mínima cantidad de harina y agua, si esas cantidades de materia prima no están presentes no pueden definirse la isocuanta correspondiente). En la representación gráfica habitual, su definición sería:
aquella curva que muestra la combinación, de dos factores productivos, por lo general, Capital (K) y Trabajo (L), que puede producir un determinado nivel o volumen de producción (obviamente esta definición requiere la presencia de cierta cantidad de materias primas, que no se consideran factores productivos)
Se asume que el Trabajo y el Capital son compatibles para producir determinado bien, independientemente de las proporciones en que ambos se utilicen.
1. Las isocuantas no se cruzan.
2. Son convexas en el origen (su derivada segunda es positiva).
3. El mapa de isocuantas es denso. Aunque solo trazaremos una o dos isocuantas en el mapa de coordenadas, el espacio constituye un universo de posibles isocuantas.
4. Tienen pendiente negativa dentro de las posibilidades eficientes de producción.
5. Dan una medida cardinal de producción.
6. Las curvas más altas se refieren a niveles más altos de producción, e inversa.

Si se asume que la función de producción es una función diferenciable tal que alguno de los menores de su jacobiano es diferente de cero, entonces las propiedades 1 y 3 pueden deducirse de esos supuestos. Similarmente las propiedades 2 y 4 requieren que la función de producción se cóncava.

## Mapa de isocuantas
Dos o más curvas isocuantas registradas en un mismo diagrama dan origen a un "mapa de isocuantas". El espacio muestral del mapa permite dibujar infinitas combinaciones de insumos que darían origen a infinitas curvas isocuantas.
Si una empresa desea estudiar distintos niveles de producción, debe entonces trazar un mapa de posibilidades con varias isocuantas.
Las isocuantas brindan importante información a la empresa para poder responder a las variaciones de precios en los mercados. 
Además, en el análisis de toma de decisiones, el conocimiento de dichas curvas pueden ayudar a escoger entre varias alternativas de producción para escoger la combinación que mejor se adecúa en un momento dado para obtener los mejores rendimientos de los distintos factores que afecta dicha curva, para el elevar la eficiencia de la empresa..
Una isocosto es una recta, que se utiliza en la microeconomía , para representar las infinitas combinaciones de dos factores que dan lugar a los mismos costes de producción. Por lo general se representa por una línea recta. Cuanto mayor sea la distancia de la línea recta desde el origen, mayor será el coste de producción. En la misma línea de isocosto, el coste de producción es el mismo.
Al colocar a los trabajadores empleados en el eje horizontal y la ordenada del capital de (fijo en el corto plazo) utilizado (por ejemplo, robots), es fácil encontrar una línea de isocosto. Denotemos por L de la mano de obra y la K de capital. La ecuación de una curva de isocosto puede ser: w L + r K = X , donde W representa el costo de una sola unidad de trabajo y r el costo de una sola unidad de capital, mientras que X representa el coste total de producción.
En el caso considerado, la curva es una línea recta: si solo vas a usar robots (y por lo tanto no hay ninguna unidad de mano de obra), lo que indica que X es igual a rK , la identificación de la intersección vertical. De manera similar se puede encontrar la intersección horizontal cuando no utilizar robots, pero solo el trabajo.
La pendiente es, en valor absoluto, igual a la relación entre los costes de las entradas, y es igual a W / R .
Las isocuantas indican las distintas combinaciones de factores (por ejemplo, capital y trabajo) que permiten obtener un determinado nivel de producción. Asimismo, las isocuantas miden el nivel de producción de un productor, mientras esta se encuentre más alejada del origen, quiere decir que la firma está obteniendo un mayor nivel de producción.

## Función de producción y curva isocuanta
Si suponemos que en la producción solo intervienen dos factores positivos, el trabajo (L) y el capital
(K), la función de producción estará dada por la siguiente expresión:
q = f(K, L)
que establece el nivel máximo de producción que puede obtenerse de cada combinación de los
factores de producción: trabajo y capital. Si tomamos como dato un determinado nivel de producto
q0, la función de producción indicará las distintas combinaciones de los factores de producción
que permiten alcanzar q0. En la figura 9B.1 se representan algunas de las posibles combinaciones
que permiten producir la cantidad q0 y, uniéndolas, hemos trazado una curva que denominamos
curva isocuanta o curva del mismo nivel de producto. La ecuación de la isocuanta correspondiente
al nivel de producción q0 se expresa como sigue:
q0 = f(K, L)
desde un punto de vista técnico, cualquiera de las combinaciones
expuestas en la isocuanta es apropiada para obtener
la cantidad q0: todas son técnicamente eficientes. El gerente,
sin embargo, está interesado en minimizar los costos y
debe encontrar la combinación que genere el menor costo.